# Траносская кирха в Сконе
Траносская кирха (швед. Tranås kyrka) — лютеранский храм в Траносе, в коммуне Тумелилла в лене Сконе. Является храмом церковного прихода Брёсарп-Транос епархии Лунда Шведской Церкви. Храм построен по проекту архитекторов Петера Бойсена и Эрнста Абрахама Якобссона в 1880—1881 годах.
В средние века Транос был торговым и ремесленным центром. Первая церковь в романском стиле здесь была построена во второй половине XI века по инициативе Эгино, епископа Далбю. Рядом с храмом располагались пастырский дом и приходское кладбище. Средневековую церковь снесли в XIX веке при возведении нового храма.
Строительство новой церкви в Траносе было начато в 1880 году. Проект храма был разработан архитекторами Петером Бойсеном из Истада и Эрнстом Абрахамом Якобссоном. Храм в неороманском стиле с элементами неоготики построили на северо-западе от прежней церкви. При строительстве использовали красный кирпич; основание храма было сделано из клиновидного серого камня. Церковь освятил 12 декабря 1880 года священник А. В. Морицсон. В 1881 году строительные работы, которыми руководили С. Альстрём и В. Вемменхёг, были полностью завершены. На них по договору приход потратил сумму в 30 900 шведских крон. Церковь представляла собой базилику с нефом, алтарём, апсидой и узкой колокольней с высоким шпилем на западе. В 1937 году на севере была пристроена ризница. Крыши храма и колокольни были покрыты оцинкованным железом в 1892 году; работы выполнил слесарь А. П. Фрёберг. 
Колокольня имеет в высоту 33,3 метра и разделена на три этажа; колокола висят на последнем этаже. Шпиль колокольни венчает медный крест, заменивший в 1905 году крест чугунный, который был снесён с крыши сильной бурей. Большой колокол церкви упоминается в записях XVII века и является одним из старейших в епархии. Последний раз его реставрировали в 1993 году. В 1814 и 1850 годах подновляли и малый колокол. Оба колокола имеют надписи.
В 1976 году под руководством архитектора Торстена Леон-Нильсона в храме были проведён капитальный ремонт. В 1993 году были отремонтированы крыша и фасады. В 2002 году провели реставрацию интерьеров. В 2008 году в церкви снова были проведены ремонтные работы.
Из средневековой церкви Траноса в новую перенесли несколько достопримечательностей: алтарь 1507 года, кафедру 1603—1604 годов, Распятие XIII века и скульптурная купель для крещения XII века — старейшие предметы в интерьере церкви. В 1906 году в храме установили пневматический орган компании Э. А. Сеттерквист и сыновья.